# Rehatse
Rehatse is een dorp (Estisch: küla) in de Estlandse gemeente Kuusalu, provincie Harjumaa.
Bij Rehatse ligt het natuurpark Rehatse maastikukaitseala, een veengebied.

## Bevolking
De plaats had in de 21e eeuw een schommelend, maar steeds laag aantal inwoners:
| Jaar            | 2000 | 2010 | 2011 | 2018 | 2019 | 2021 |
| --------------- | ---- | ---- | ---- | ---- | ---- | ---- |
| Aantal inwoners | 4    | 7    | 3    | < 4  | < 4  | < 4  |

## Geschiedenis
Rehatse werd in 1517 voor het eerst genoemd onder de naam Reotse. Het was toen een boerderij op het grondgebied van het landgoed van Kiiu. Rehatse en omgeving bleef altijd een spaarzaam bevolkt gebied binnen de gemeente Kuusalu.
Vanaf 1977 maakte Rehatse deel uit van het buurdorp Kosu. In 1997 werden de beide dorpen weer uit elkaar gehaald.